# 1661 en musique classique
| \| • Retour à la chronologie générale de la musique classique • \| |
| Grèce • Rome • Haut Moyen Âge • VIIIe siècle • IXe siècle • Xe siècle • XIe siècle XIIe siècle • XIIIe siècle • XIVe siècle • XVe siècle • XVIe siècle • XVIIe siècle XVIIIe siècle • XIXe siècle • XXe siècle • XXIe siècle |
| • Retour à la chronologie générale de la musique classique • |

| Années en musique classique : 1658 - 1659 - 1660 - 1661 - 1662 - 1663 - 1664    |
| Décennies en musique classique : 1630 - 1640 - 1650 - 1660 - 1670 - 1680 - 1690 |

## Événements
- Création de l'Opéra de Londres.
- Création d’une Académie royale de danse à Paris.
- Août : création de la comédie-ballet Les Fâcheux, de Molière, Pierre Beauchamp, et Jean-Baptiste Lully.
- Ballet de l'impatience de Jean-Baptiste Lully
- Lully est nommé surintendant de la musique de la Chambre, obtient ses lettres de naturalité et change son nom de Lulli en Lully.

## Naissances

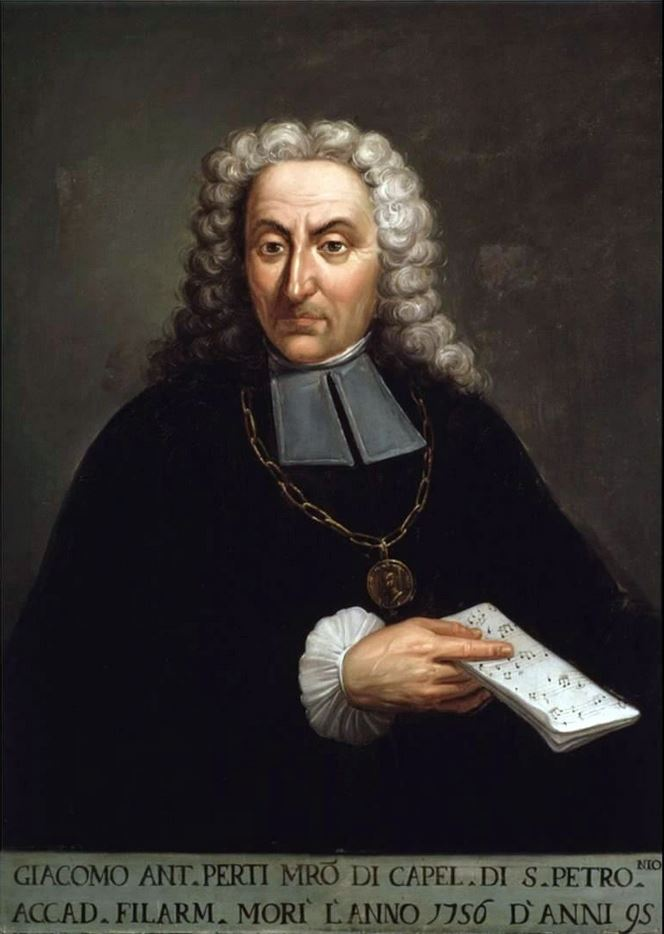
Giacomo Antonio Perti

- février : Henry Desmarest, compositeur français († 7 septembre 1741).
- 19 mars : Francesco Gasparini, compositeur italien († 22 février 1727).
- 6 juin : Giacomo Antonio Perti, compositeur baroque italien († 10 avril 1756).
- 2 septembre : Georg Böhm, compositeur, organiste et claveciniste allemand († 18 juin 1733).

Date indéterminée :
- Joseph de Torres y Vergara, organiste et compositeur mexicain († 27 octobre 1727).

## Décès
- 4 mai : Jean de Cambefort, compositeur français (° vers 1605).
- 9 mai : Alberich Mazák, prêtre, philosophe et compositeur tchèque (° 1609).
- 29 août : Louis Couperin, compositeur français (° ca. 1626).
- 12 septembre : Christoph Bach musicien allemand (° 19 avril 1613).

Date indéterminée :
- Germain Pinel, luthiste français (° 1600).